# Sukoanyar (Wajak)
Sukoanyar is een bestuurslaag in het regentschap Malang van de provincie Oost-Java, Indonesië. Sukoanyar telt 6456 inwoners (volkstelling 2010).